# Metroul ușor din Charleroi
Metroul ușor din Charleroi (în franceză Métro léger de Charleroi, abreviat MLC) este o rețea de transport în comun de tip metrou ușor care funcționează în zona metropolitană Charleroi din Belgia.
Proiectul MLC a fost lansat la începutul anilor 1960, iar primul tronson a fost inaugurat pe 21 iunie 1976. La începutul anilor 1990, deoarece o parte importantă a rețelei rămânea neexploatată, fiind deschise doar 12 stații din cele 69 prevăzute, metroul ușor din Charleroi a fost inclus în lista marilor lucrări inutile. Șantierul, reluat parțial în 2008, a fost finalizat pe 21 iunie 2013, însă stații și tronsoane nedate în exploatare, neterminate sau abandonate există și în prezent.
În ordine cronologică, MLC a fost a cincea rețea de metrou construită în Benelux, după cele din Rotterdam (1968), Antwerpen (1975), Bruxelles (1976) și Amsterdam (1977).

## Istoric

### Proiectul inițial

Planul rețelei prevăzute în anii '60.

Proiectul construcției metroului ușor datează de la începutul anilor 1960, iar construcția sa a demarat spre sfârșitul aceluiași deceniu, ca o modalitate de modernizare ale celor două vechi rețele de transport în comun care deserveau orașul Charleroi și periferiile sale: SNCV și STIC. 
Autoritățile politice belgiene au hotărât în anii 1960 să lanseze diferite studii privind mobilitatea în cele mai mari 5 orașe din Belgia: Bruxelles, Anvers, Gent, Charleroi și Liège. Pentru Charleroi a fost aleasă ca soluție realizarea unei rețele de tramvai ale cărei linii să fie complet separate de restul traficului, ramele urmând să circule pe viaducte sau prin tuneluri dedicate. Au fost studiate mai multe variante de trasee și s-a decis în final realizarea unei bucle urbane care să înconjoare centrul orașului Charleroi și din care să se desprindă 8 „antene” (ramuri) care să deservească periferiile. Rețeaua proiectată în acei ani ar fi trebuit să aibă 69 de stații și să măsoare 52 km. În momentul lansării proiectului, finalizarea lucrărilor era prevăzută pentru 1992, iar costul total al investiției era estimat la 27 de miliarde de franci belgieni la valoarea din 1960.
Planurile ambițioase ale metroului ușor au suferit însă un regres în urma deciziei guvernului belgian de regionalizare și transferare a anumitor competențe, printre care și transporturile, de la nivel federal către regiuni, ale căror bugete erau mult mai reduse. Proiectul metroului din Charleroi a fost redus la dimensiuni mult mai modeste, iar unele lucrări prevăzute inițial nu au mai fost niciodată executate, în timp ce altele au fost întârziate în mod semnificativ. Astfel se explică prezența unor secțiuni incomplete și a altora în care doar structurile de beton au fost realizate. Ramura spre Châtelet, spre exemplu, este complet terminată și echipată până la stația Centenaire încă din 1985. De acolo, o parte din linie este realizată doar la roșu, în timp ce o altă parte nu a fost începută niciodată. Neutilizate și întreținute la minim, secțiunile incomplete s-au degradat constant. Suplimentar, vehicule în exces, prevăzute inițial pentru aceste secțiuni, sunt parcate și nefolosite de mulți ani în depoul Jumet. 

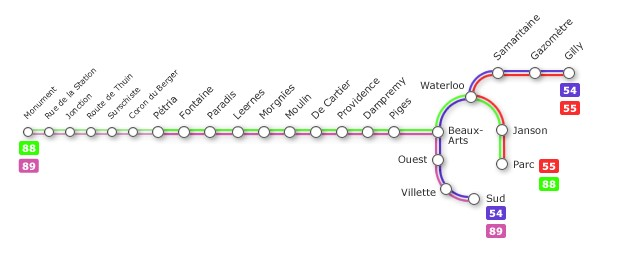
Planul rețelei între august 1996 și februarie 2012

Primul tronson, între stația Sud, deservind Gara Charleroi-Sud, și stația Vilette, a fost inaugurat pe 21 iunie 1976. Acesta a fost și primul tronson de metrou aerian dat în funcțiune în Belgia. Pe 30 iunie 1980, secțiunea Villette - Piges a fost inaugurată și ea, urmată, pe 21 iunie 1982, de secțiunea Morgnies - Paradis. Pe 29 mai 1983 au fost date în exploatare stația Beaux-Arts și secțiunea Piges - Dampremy. Pe 25 mai 1986 a fost deschisă stația Pétria, în timp ce înspre estul orașului au fost terminate lucrările către Montignies-sur-Sambre, incluzând stația Centenaire, care a rămas până în prezent neutilizată. Pe 22 august 1992, secțiunea Dampremy - Morgnies și stația Fontaine-l'Évêque au fost date în funcțiune, terminându-se astfel construcția metroului ușor între Sud și Pétria. Pe 28 august în același an, ramura spre Gilly este dată în folosință. Pe 30 august 1996 au fost inaugurate stațiile Parc și Janson de pe bucla centrală. Începând din acel moment, restul lucrărilor au fost abandonate din lipsă de fonduri și nu au fost reluate decât în 2008, când a redemarat execuția pentru terminarea buclei centrale.
Între 1996 și 2012, rețeaua metroului a fost împărțită în cinci linii comerciale:
| Linii | Traseu    | Traseu | Traseu | Inaugurare | Număr de stații | Semnalizare |
| ----- | --------- | ------ | ------ | ---------- | --------------- | ----------- |
| 54    | Sud       | ↔      | Gilly  | 1992       | 8               |             |
| 55    | Parc      | ↔      | Gilly  | 1996       | 6               |             |
| 84    | Pétria    | ↔      | Gilly  | 1996       | 15              |             |
| 88    | Anderlues | ↔      | Parc   | 1996       | 14              |             |
| 89    | Anderlues | ↔      | Sud    | 1992       | 14              |             |

### Faza a II-a de dezvoltare și reorganizarea liniilor
La începutul anului 2008, în câteva puncte din zona metropolitană au debutat lucrări de mare amploare, cu scopul terminării buclei centrale și al reactivării ramurii spre Gosselies. Pe 8 octombrie 2007, președintele Băncii Europene de Investiții (BEI), Philippe Maystadt, semnase la Charleroi cu oficialitățile valone un contrat de creditare în valoare de 75 milioane de euro, garantat de Regiunea valonă și destinat lucrărilor la metroul ușor. Pe lângă ameliorarea circulației urbane în zona urbană a orașului Charleroi, aceste investiții urmau să permită TEC Charleroi să atingă în 2020 cifra de 7 milioane de pasageri transportați pe an de MLC. Terminarea lucrărilor a fost inițial prevăzută a avea loc la sfârșitul anului 2010.

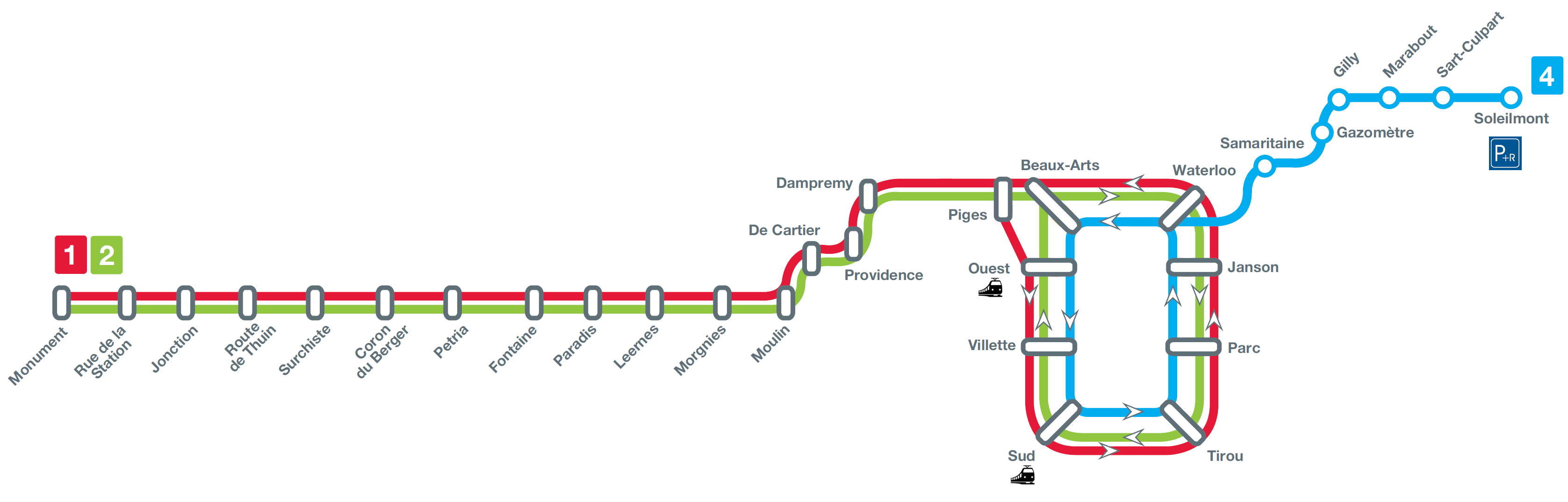
Planul rețelei între februarie și septembrie 2012

#### Finalizarea buclei centrale

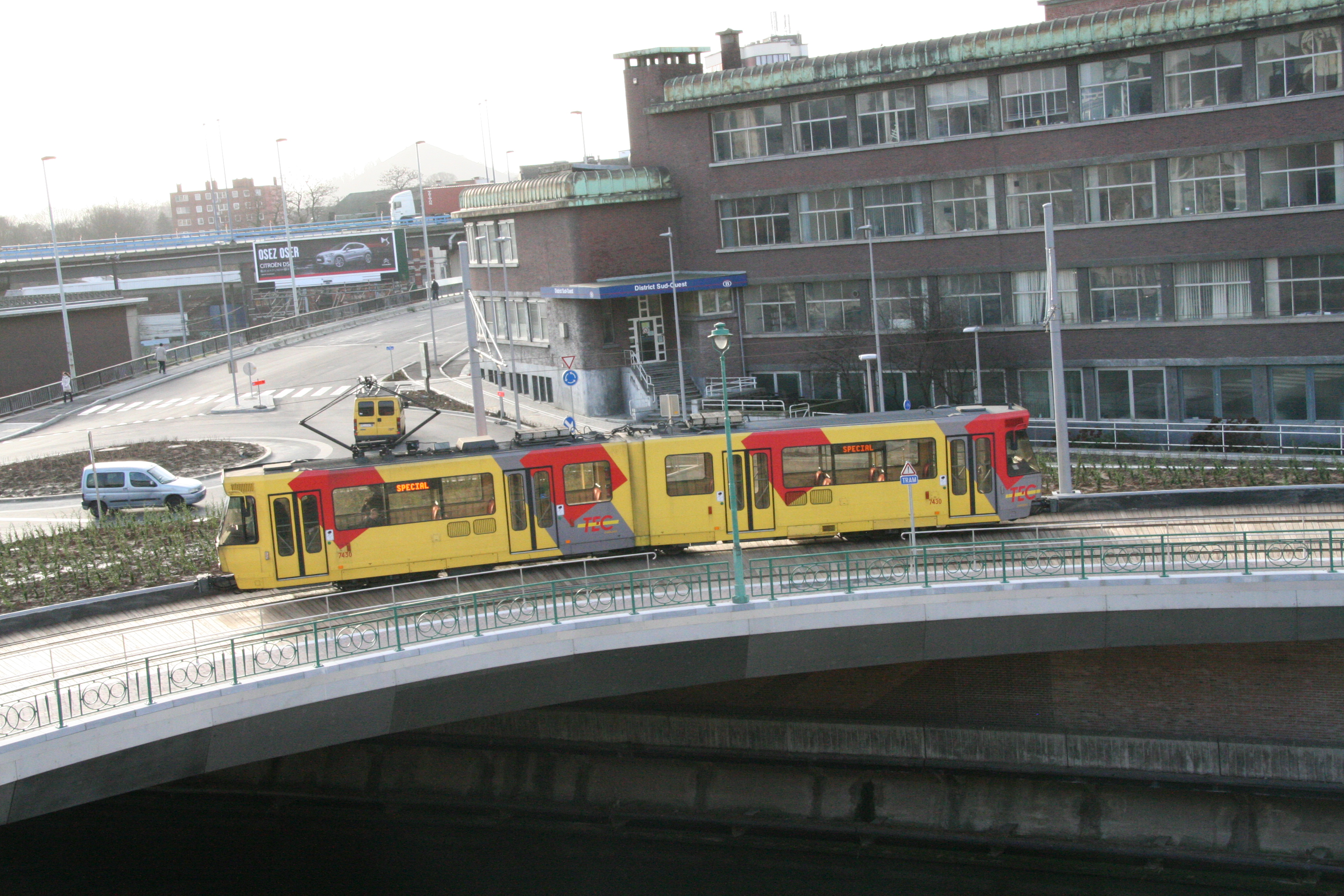
Tramvai traversând râul Sambre pe Podul Résistance, lărgit în acest scop.

În cadrul buclei centrale, între stațiile Parc și Sud, au fost construiți 2.000 m de tramvai pe infrastructură dedicată. Traseul original, subteran și aerian, a fost abandonat. Tunelul construit urcă până la nivelul străzii Montigny, apoi linia traversează podul Pont Neuf peste Sambre și continuă în lungul malului până la stația Sud. Pe Bulevardul Joseph Tirou au fost construite o stație de autobuz și două stații de tramvai. 
În 2009, un nou împrumut în valoare de 7 milioane de euro a fost contractat de la Banca Europeană de Investiții. Lucrările au fost terminate abia pe 27 februarie 2012, la un cost de circa 100 de milioane de euro. Lucrările de finalizare a buclei centrale au fost terminate abia pe 27 februarie 2012, la un cost de 24,5 milioane de euro.

#### Prelungirea ramurii Gilly spre Soleilmont
Tot pe 27 februarie 2012 a fost dat în funcțiune noul tronson între stațiile Gilly și Soleilmont. Drept urmare, rețeaua a fost reorganizată în jurul a patru linii, numerotate de la M1 la M4 și semnalizate cu culori diferite. Astfel, liniile 1 (roșie) și 2 (verde) au înlocuit liniile 88 și 89, linia 3 (galbenă, urmând să lege Charleroi de Gosselies) a fost prevăzut să fie inaugurată în 2013, iar linia 4 (albastră) a înlocuit liniile 54 și 55.

#### Linia către Gosselies
Traseul acestei linii exista deja de la stația Piges către nord, până la depoul Jumet. Linia fusese renovată în anii 1980, însă nu fusese niciodată exploatată comercial cu tramvaie, cu excepția ultimei curse de la sfârșitul orarului de seară, când ramele se întorceau în depou. În urma lucrărilor, linia a fost prelungită până la Gosselies, pe o infrastructură de suprafață dedicată și izolată de restul traficului, în lungul străzii Chaussée de Bruxelles. De la stația Waterloo a fost realizată și o legătură între traseul final al ramurii spre Gosselies și poziția acesteia prevăzută în planurile originale ale metroului ușor. Ea se găsește la intrarea pe autostrada A54 către Bruxelles și era folosită ca linie de garare a ramelor în afara orelor de vârf.
În total, de la stația sa de plecare, Piges, linia numără 18 stații. În apropierea zonei industriale Gosselies a fost construită și o parcare, pentru a-i încuraja pe cei care vor să călătorească spre Charleroi să folosească metroul.
Lucrările au demarat în martie 2009. În aceeași lună, mai mulți riverani ai șantierului au depus în fața instanțelor din Charleroi o petiție pentru oprirea lucrărilor la metrou, acuzând faptul că autorizația acordată pentru această lucrare ar fi fost emisă fără respectarea legii. Petiționarii considerau că amenajarea prevăzută pentru traversarea aeriană de către linia de metrou ușor a bulevardului Tirou, precum și transferul traficului de pe cheul gării către cheul Brabant și cheul Flandrei, vor genera ambuteiaje considerabile.
Linia M3 a fost inaugurată pe 3 septembrie 2012, dar ea deservea provizoriu doar bucla centrală. Pe 12 noiembrie 2012 au debutat testele tehnice între stația Piges și depoul Jumet, iar pe 22 iunie 2013 a fost dat în folosință și restul liniei spre Gosselies. Costul investiției la această linie a metroului ușor a fost de 49,5 milioane de euro. În total, costul lucrărilor reluate după anul 2008 și finalizate în 2013 s-a cifrat la circa 100 de milioane de euro.

### Cronologia lucrărilor
| Dată                                                                    | Secțiune                      | Stații date în exploatare | Plan |
| ----------------------------------------------------------------------- | ----------------------------- | --- | ---- |
| 21 iunie 1976                                                           | Sud - Villette                | Sud, Villette |      |
| 30 iunie 1980                                                           | Villette - Piges              | Ouest, Piges |      |
| 21 iunie 1982                                                           | Morgnies - Paradis            | Morgnies, Leernes, Paradis |      |
| 29 mai 1983                                                             | Beaux-Arts - Dampremy         | Beaux-Arts, Dampremy |      |
| 30 august 1986                                                          | Fontaine - Pétria             | Fontaine, Pétria |      |
| 22 august 1992                                                          | Providence - Moulin           | Providence, De Cartier, Moulin |      |
| 28 august 1992                                                          | Waterloo - Gilly              | Waterloo, Samaritaine, Gazomètre, Gilly |      |
| 28 august 1992                                                          | Neuville - Centenaire         | Neuville, Chet, Pensée, Centenaire |      |
| 30 august 1996                                                          | Janson - Parc                 | Janson, Parc |      |
| 27 februarie 2012                                                       | Gilly - Soleilmont            | Marabout, Sart Culpart, Soleimont |      |
| 27 februarie 2012                                                       | Parc - Sud                    | Tirou |      |
| 30 iunie 2013                                                           | Piges - Faubourg de Bruxelles | Sacré Madame, La Planche, Deschassis, Marie-Curie, Saint-Antoine, Puissant, Chaussée de Gilly, Rue Bertaux, Madeleine, Carrosse, Léopold, Calvaire, Bruyère, Faubourg de Bruxelles, Rue du Chemin de Fer, Émailleries, City-Nord, Chaussée de Fleurus |      |
| Cu caractere italice: stațiile care nu au fost date încă în exploatare. |                               | |      |

## Rețeaua actuală

### Prezentare
Rețeaua deservește trei municipalități din arondismentele Charleroi și Thuin: Charleroi, Fontaine-l'Évêque și Anderlues, totalizând circa 232.000 de locuitori la 1 ianuarie 2020.

### Linii în funcțiune
Începând din 22 iunie 2013, rețeaua este alcătuită din patru linii, numerotate de la M1 la M4. Lungimea totală a rețelei este de 33,3 km de linie.
| Linie | Caracteristici                         | Caracteristici                         | Caracteristici                         | Caracteristici                         | Caracteristici                         | Caracteristici                                       | Caracteristici                         | Caracteristici                         | Caracteristici                         |
| M1 | Linia 1 a metroului ușor din Charleroi | Linia 1 a metroului ușor din Charleroi | Linia 1 a metroului ușor din Charleroi | Linia 1 a metroului ușor din Charleroi | Linia 1 a metroului ușor din Charleroi | Linia 1 a metroului ușor din Charleroi               | Linia 1 a metroului ușor din Charleroi | Linia 1 a metroului ușor din Charleroi | Linia 1 a metroului ușor din Charleroi |
| Charleroi ↔ Anderlues — Monument | Charleroi ↔ Anderlues — Monument       | Charleroi ↔ Anderlues — Monument       | Charleroi ↔ Anderlues — Monument       | Charleroi ↔ Anderlues — Monument       | Charleroi ↔ Anderlues — Monument       | Charleroi ↔ Anderlues — Monument                     | Charleroi ↔ Anderlues — Monument       | Charleroi ↔ Anderlues — Monument       |                                        |
| --- | -------------------------------------- | -------------------------------------- | -------------------------------------- | -------------------------------------- | -------------------------------------- | ---------------------------------------------------- | -------------------------------------- | -------------------------------------- | -------------------------------------- |
| Deschidere / închidere 27 februarie 2012 / – | Lungime 17,3 km                        | Durată 32 min                          | Nr.stații 24                           | Material rulant BN LRV                 | Zile de funcționare Luni – duminică    | Ziua / Seara / Noaptea / Sărbători Da / Nu / Nu / Da | Călători/An 0                          | Operator TEC Charleroi                 |                                        |
| Deservește: - Localități deservite: Charleroi; Fontaine-l'Évêque; Anderlues - Gări deservite: Charleroi-Sud, Charleroi-Vest |                                        |                                        |                                        |                                        |                                        |                                                      |                                        |                                        |                                        |
| Altele: - Interval orar: cu excepția sărbătorilor legale, linia funcționează de luni până vineri între orele 04:47 și 20:10, sâmbăta între 04:47 și 19:47, iar duminica și sărbătorile legale între 06:44 și 19:47. - Frecvență: luni-vineri: 2/h; weekend: 1/h. - Particularități: bucla centrală este circulată în sens invers acelor de ceasornic. Linie simplă de tramvai separată de carosabil între stațiile „Pétria” și „Monument”. - Stații neadaptate persoanelor cu dizabilități locomotorii: - Ultima actualizare: 24 aprilie 2017                                                                                        |                                        |                                        |                                        |                                        |                                        |                                                      |                                        |                                        |                                        |
| M2 | Linia 2 a metroului ușor din Charleroi | Linia 2 a metroului ușor din Charleroi | Linia 2 a metroului ușor din Charleroi | Linia 2 a metroului ușor din Charleroi | Linia 2 a metroului ușor din Charleroi | Linia 2 a metroului ușor din Charleroi               | Linia 2 a metroului ușor din Charleroi | Linia 2 a metroului ușor din Charleroi | Linia 2 a metroului ușor din Charleroi |
| Charleroi ↔ Anderlues — Monument |                                        |                                        |                                        |                                        |                                        |                                                      |                                        |                                        |                                        |
| Deschidere / închidere 27 februarie 2012 / – | Lungime 17,3 km                        | Durată 37 min                          | Nr.stații 24                           | Material rulant BN LRV                 | Zile de funcționare Luni – duminică    | Ziua / Seara / Noaptea / Sărbători Da / Nu / Nu / Da | Călători/An 0                          | Operator TEC Charleroi                 |                                        |
| Deservește: - Localități deservite: Charleroi; Fontaine-l'Évêque; Anderlues - Gări deservite: Charleroi-Sud, Charleroi-Vest |                                        |                                        |                                        |                                        |                                        |                                                      |                                        |                                        |                                        |
| Altele: - Interval orar: cu excepția sărbătorilor legale, linia funcționează de luni până vineri între orele 05:37 și 18:39, sâmbăta între 05:22 și 18:54, iar duminica și sărbătorile legale între 07:14 și 18:54. - Frecvență: luni-vineri: 2/h; weekend: 1/h. - Particularități: bucla centrală este circulată în sensul acelor de ceasornic. Linie simplă de tramvai separată de carosabil între stațiile „Pétria” și „Monument”. - Stații neadaptate persoanelor cu dizabilități locomotorii: - Ultima actualizare: 24 aprilie 2017                                                                                             |                                        |                                        |                                        |                                        |                                        |                                                      |                                        |                                        |                                        |
| M3 | Linia 3 a metroului ușor din Charleroi | Linia 3 a metroului ușor din Charleroi | Linia 3 a metroului ușor din Charleroi | Linia 3 a metroului ușor din Charleroi | Linia 3 a metroului ușor din Charleroi | Linia 3 a metroului ușor din Charleroi               | Linia 3 a metroului ușor din Charleroi | Linia 3 a metroului ușor din Charleroi | Linia 3 a metroului ușor din Charleroi |
| Charleroi ↔ Charleroi — Faubourg de Bruxelles |                                        |                                        |                                        |                                        |                                        |                                                      |                                        |                                        |                                        |
| Deschidere / închidere 22 iunie 2013 / – | Lungime 16,6 km                        | Durată 33 min                          | Nr.stații 27                           | Material rulant BN LRV                 | Zile de funcționare Luni – duminică    | Ziua / Seara / Noaptea / Sărbători Da / Nu / Nu / Da | Călători/An 0                          | Operator TEC Charleroi                 |                                        |
| Deservește: - Localități deservite: Charleroi - Gări deservite: Charleroi-Sud, Charleroi-Vest |                                        |                                        |                                        |                                        |                                        |                                                      |                                        |                                        |                                        |
| Altele: - Interval orar: cu excepția sărbătorilor legale, linia funcționează de luni până vineri între orele 05:06 și 20:01, sâmbăta între 05:22 și 19:56, iar duminica și sărbătorile legale între 05:10 și 20:01. - Frecvență: luni-vineri (în perioada școlară): 6/h; luni-vineri (vacanță): 4/h; sâmbăta: 4/h; duminica și sărbătorile legale: 3/h. - Particularități: bucla centrală este circulată în sensul acelor de ceasornic. Linie de tramvai separată de carosabil între stațiile „Piges” și „Faubourg de Bruxelles”. - Stații neadaptate persoanelor cu dizabilități locomotorii: - Ultima actualizare: 24 aprilie 2017 |                                        |                                        |                                        |                                        |                                        |                                                      |                                        |                                        |                                        |
| M4 | Linia 4 a metroului ușor din Charleroi | Linia 4 a metroului ușor din Charleroi | Linia 4 a metroului ușor din Charleroi | Linia 4 a metroului ușor din Charleroi | Linia 4 a metroului ușor din Charleroi | Linia 4 a metroului ușor din Charleroi               | Linia 4 a metroului ușor din Charleroi | Linia 4 a metroului ușor din Charleroi | Linia 4 a metroului ușor din Charleroi |
| Charleroi ↔ Charleroi — Soleilmont |                                        |                                        |                                        |                                        |                                        |                                                      |                                        |                                        |                                        |
| Deschidere / închidere 27 februarie 2012 / – | Lungime 8,3 km                         | Durată 28 min                          | Nr.stații 14                           | Material rulant BN LRV                 | Zile de funcționare Luni – duminică    | Ziua / Seara / Noaptea / Sărbători Da / Nu / Nu / Da | Călători/An 0                          | Operator TEC Charleroi                 |                                        |
| Deservește: - Localități deservite: Charleroi - Gări deservite: Charleroi-Sud, Charleroi-Vest |                                        |                                        |                                        |                                        |                                        |                                                      |                                        |                                        |                                        |
| Altele: - Interval orar: cu excepția sărbătorilor legale, linia funcționează de luni până vineri între orele 05:04 și 19:42, sâmbăta între 05:04 și 19:42, iar duminica și sărbătorile legale între 05:36 și 19:39. - Frecvență: luni-vineri: 6–12/h; sâmbăta: 6/h; duminica și sărbătorile legale: 4/h. - Particularități: bucla centrală este circulată în sens invers acelor de ceasornic. - Stații neadaptate persoanelor cu dizabilități locomotorii: - Ultima actualizare: 24 aprilie 2017 |                                        |                                        |                                        |                                        |                                        |                                                      |                                        |                                        |                                        |

### Stații

Siglă afișată la intrarea în stații, identică cu cea folosită în Bruxelles.

Începând din 22 iunie 2013, rețeaua metroului ușor din Charleroi este alcătuită din 48 de stații, din care 24 de premetrou și 24 de stații de tramvai. Alte 4 stații au fost terminate și echipate pe linia nefinalizată spre Châtelet, dar ele nu au fost niciodată date în exploatare.
Intrările în stații sunt semnalizate cu un cartuș rectangular de culoare albastră pe care este aplicată o literă „M” stilizată, de culoare albă. Această siglă este identică cu cea utilizată de metroul din Bruxelles. Accesul la peroane nu este restricționat fizic (nu există porți sau bariere), iar majoritatea stațiilor nu sunt deservite personal. Unele din stații sunt echipate cu automate pentru vânzarea titlurilor de călătorie, dar bilete pot fi cumpărate și de la automatele instalate în tramvaie.

### Bucla centrală
Planificată ca un inel central având 8 stații și ramuri către cele 8 linii prevăzute inițial, bucla a fost completată odată cu joncțiunea dintre stațiile Sud și Parc. Liniile 1, 2 și 4 au fost date în exploatare pe 27 februarie 2012, iar linia 3 în septembrie 2012.
Bucla centrală are 8 stații și o lungime de 4,3 km.
|  |  |  |   |  | Stații     | Lat/Long                                      | Tip     | Situație     | Localitate | Inaugurare        | Linii       | Note                          |
|  |  |  | - |  | ---------- | --------------------------------------------- | ------- | ------------ | ---------- | ----------------- | ----------- | ----------------------------- |
|  |  |  |   |  |            |                                               |         |              |            |                   |             |                               |
|  |  |  |   |  |            |                                               |         |              |            |                   |             |                               |
|  |  |  | O |  | Sud        | 50°24′17″N 4°26′19″E / 50.404722°N 4.438611°E | metrou  | la suprafață | Charleroi  | octombrie 1973    | M1 M2 M3 M4 |                               |
|  |  |  | o |  | Villette   | 50°24′23″N 4°26′06″E / 50.406389°N 4.435°E    | metrou  | pe viaduct   | Charleroi  | 21 iunie 1976     | M1 M2 M3 M4 |                               |
|  |  |  | o |  | Ouest      | 50°24′38″N 4°26′11″E / 50.410556°N 4.436389°E | metrou  | în subteran  | Charleroi  | 30 iunie 1980     | M1 M2 M3 M4 | Prevăzută inițial pe viaduct. |
|  |  |  | o |  | Beaux-Arts | 50°24′53″N 4°26′35″E / 50.414722°N 4.443056°E | metrou  | în subteran  | Charleroi  | 24 mai 1983       | M1 M2 M3 M4 |                               |
|  |  |  | o |  | Waterloo   | 50°25′03″N 4°27′00″E / 50.4175°N 4.45°E       | metrou  | în subteran  | Charleroi  | 28 august 1992    | M1 M2 M3 M4 | Denumită inițial „Nord”.      |
|  |  |  | o |  | Janson     | 50°24′47″N 4°27′07″E / 50.413056°N 4.451944°E | metrou  | în subteran  | Charleroi  | 30 august 1996    | M1 M2 M3 M4 |                               |
|  |  |  | o |  | Parc       | 50°24′34″N 4°26′55″E / 50.409444°N 4.448611°E | metrou  | în subteran  | Charleroi  | 30 august 1996    | M1 M2 M3 M4 |                               |
|  |  |  | o |  | Tirou      | 50°24′22″N 4°26′44″E / 50.406111°N 4.445556°E | tramvai | la suprafață | Charleroi  | 27 februarie 2012 | M1 M2 M3 M4 | Denumită inițial „Écluse”.    |
|  |  |  |   |  |            |                                               |         |              |            |                   |             |                               |
|  |  |  |   |  |            |                                               |         |              |            |                   |             |                               |

Legendă: stațiile sunt evidențiate cu un o, nodurile intermodale cu un O, iar stațiile terminus cu un ■.  Culori: Metrou; Tramvai; Nedeservită.

## Exploatare

### Material rulant

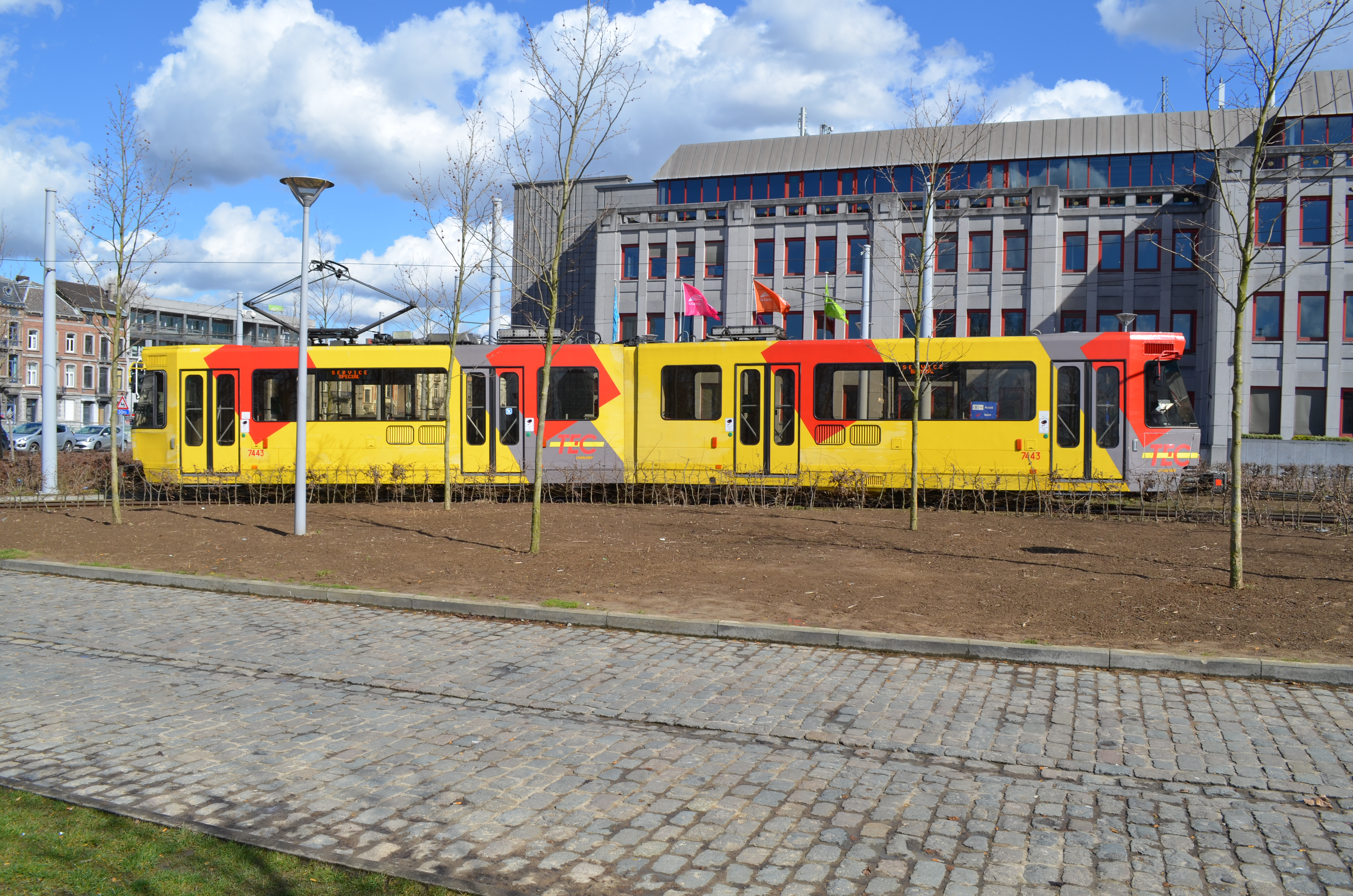
Vehiculul 7443 în bucla de întoarcere din stația Sud

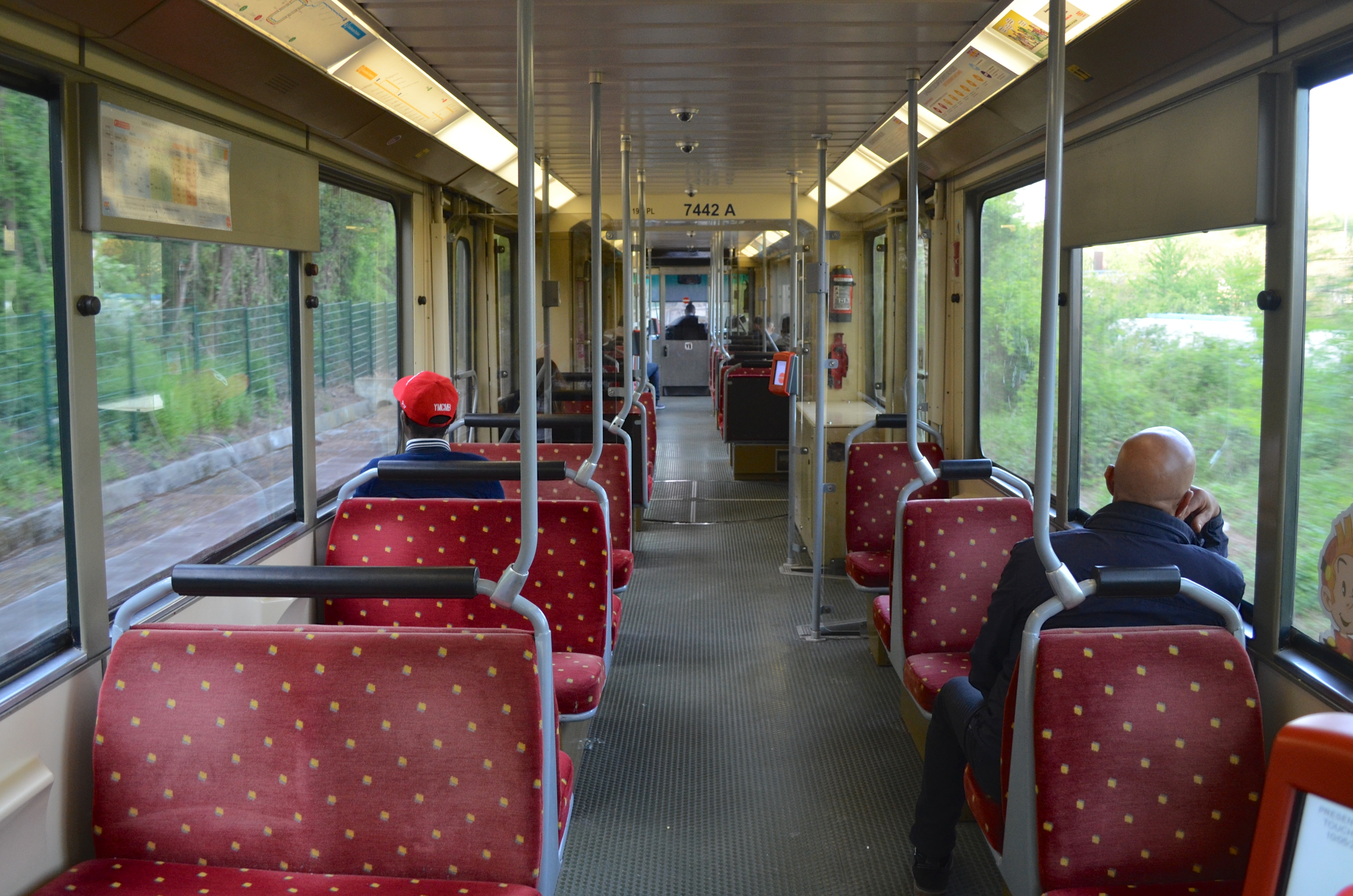
Interiorul ramelor BN ale TEC Charleroi

Metroul ușor din Charleroi utilizează tramvaie de tip „LRV” construite de La Brugeoise et Nivelles (BN), devenită Bombardier Transportation. Tramvaiele din seria 6100 (actualmente 7400) sunt asemănătoare celor din seria 6000 livrate tramvaiului costier, cu diferența că acestea din urmă sunt unidirecționale. Odată cu modernizarea lor, ramele tramvaiul costier au trei vagoane, în timp ce cele din Charleroi sunt bidirecționale și au rămas în componență cu doar cele două vagoane din lotul original.
Tramvaiele BN au început să fie livrate începând cu 1981. Înainte de livrarea lor la Charleroi, unele din vehicule circulaseră pe litoral, în cadrul tramvaiului costier.
În 2006 existau 40 de rame în exploatare. În 2011, TEC Charleroi dispunea de 44 de tramvaie. Odată cu regionalizarea transportului în comun, ele au fost vopsite în noile culori ale TEC, galben, roșu și gri, iar vehiculele motoare au fost renumerotate în seria 7400, o serie de 4 cifre începând cu rădăcina 74. Șase din tramvaie (numerele 7404, 7426, 7428, 7448, 7453 și 7454) au fost vopsite într-o schemă specială pentru a face publicitate celor patru noi linii create pe 27 februarie 2012 (M1, M2, M3 și M4). Ele au fost recuperate ulterior, vopsite în noile culori TEC și echipate cu sistem LED de afișare a liniei. Anterior datei de 27 februarie 2012, câteva rame încă purtau vechea schemă de culori a SNCV, bej la partea superioară și portocaliu la cea inferioară, separate de o linie de culoare albastră pe care era marcat numărul vehiculului (o serie de 4 cifre începând cu rădăcina 61).
În 2019, metroul ușor din Charleroi dispunea de 46 de tramvaie în stare de funcționare.

#### Numărul de tramvaie
| An   | Număr | Evoluție  |
| ---- | ----- | --------- |
| 2005 | 39    | —         |
| 2006 | 40    | ▲ 2,5 %   |
| 2007 | 43    | ▲ 6,97 %  |
| 2008 | 44    | ▲ 2,27 %  |
| 2009 | 44    | ▬ 0 %     |
| 2010 | 44    | ▬ 0 %     |
| 2011 | 44    | ▬ 0 %     |
| 2012 | 44    | ▬ 0 %     |
| 2013 | —     | —         |
| 2014 | 46    | —         |
| 2015 | 45    | ▼ –2,17 % |
| 2016 | —     | —         |
| 2017 | 46    | —         |
| 2018 | 46    | ▬ 0 %     |
| 2019 | 46    | ▬ 0 %     |

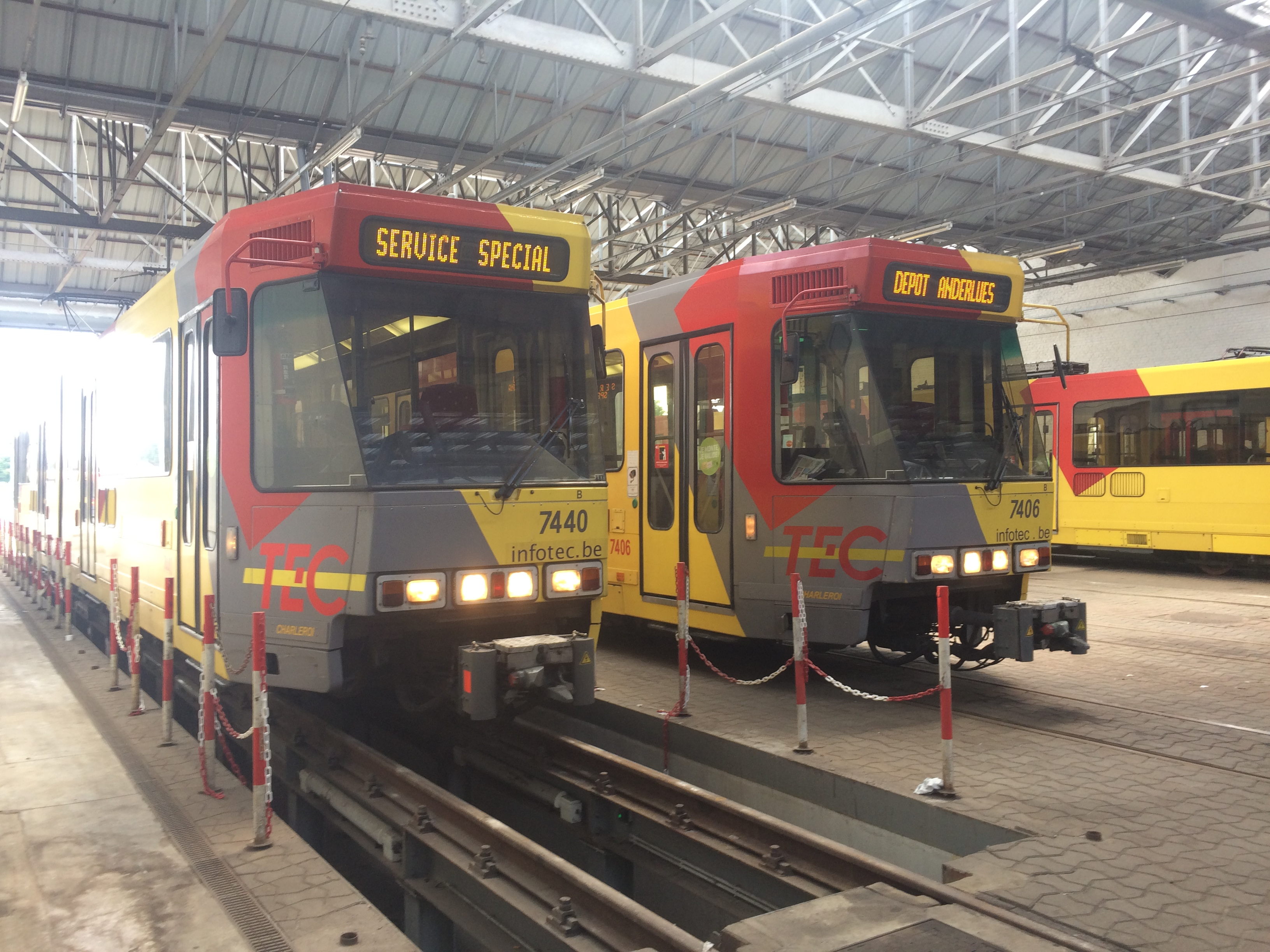
Tramvaie în depoul Anderlues.

Fiecare tramvai al TEC Charleroi are o lungime de 22,88 m și o lățime de 2,5 m și este capabil să transporte 44 de pasageri pe scaune și 148 în picioare (6 pasageri/m2), în total 192 de pasageri. Tramvaiele sunt alimentate de două motoare electrice care produc o putere totală de 456 kW. Viteza maximă este de 65 km/h. Teoretic, ele pot fi cuplate pentru a forma convoaie de până la trei tramvaie, dar pe rețeaua din Charleroi e preferată configurația cu unul singur. Totuși, linia M4 este uneori operată la orele de vârf de câte două tramvaie cuplate împreună.
În septembrie 2018, societatea TEC a deblocat 22 milioane de euro pentru reabilitarea și modernizarea a 45 de tramvaie din Charleroi. Licitația a fost câștigată de firma Alstom.
În ianuarie 2020 au fost finalizate lucrări de reabilitare a căii de rulare și semnalizării pe o porțiune de circa 1500 de metri a liniei M1 spre Anderlues. Lucrările au durat doi ani și au costat 6 milioane de euro.

#### Sisteme de afișare cu LED
De la inaugurarea noilor linii (M1, M2, M3 și M4), toate tramvaiele TEC Charleroi au fost dotate cu un sistem LED de afișare a numărului și direcției liniei. Totuși, unele din ele erau deja echipate cu acest sistem încă din timpul probelor, înainte de darea în exploatare a noilor linii.

### Depouri
Metroul ușor din Charleroi este deservit de două depouri, unul la Jumet, situat pe traseul liniei M3, între stațiile „Jumet Rue Bertaux” și „Jumet Madeleine”, celălalt la Anderlues, situat pe traseul liniilor M1 și M2, în apropierea stației „Anderlues Jonction”. 
Ambele depouri pot găzdui atât tramvaie, cât și autobuze, spre deosebire de depoul de la Genson, în care nu pot fi garate decât autobuze. Tot spre deosebire de depoul de la Genson, depourile de la Jumet și Anderlues aparțineau SNCV înainte de regionalizarea transportului în comun în Belgia, în 1991. Depoul de la Jumet este și atelierul care permite întreținerea și repararea vehiculelor motoare. De asemenea, în acest depou sunt garate vehiculele BN LRV care nu mai sunt în stare de rulare, precum și fostele rame Tip SJ.

### Tarife

#### Tichete și abonamente
Începând din februarie 2013, o călătorie cu metroul ușor din Charleroi costa 1,90 € (2 zone, maxim 60 de minute) sau 3,00 € (pe întreaga rețea, maxim 90 de minute).
Începând cu 1 februarie 2017, tichetele în versiunea pe hârtie achiziționate la bord sau anticipat costau cu 50 de cenți mai mult pentru ofertele de tip Next și Horizon decât dacă erau achiziționate via cartela electronică MoBIB.
Începând cu 1 iulie 2017 a fost oprită vânzarea în tramvaie a titlurilor de transport. Călătorii care doreau să utilizeze serviciile metroului ușor erau obligați să se asigure că dispun deja de un titlu de transport valabil înainte de a urca la bordului unui vehicul. Ulterior, în vehicule au fost montate automate care permit vânzarea biletelor pe hârtie, la un preț superior celui de pe cartela MoBIB.

### Media de călători
Istoricul numărului anual de călători ai metroului ușor din Charleroi:
| An   | Călători  | Evoluție  |
| ---- | --------- | --------- |
| 2010 | —         | —         |
| 2011 | —         | —         |
| 2012 | 4.000.000 | —         |
| 2013 | 8.000.000 | ▲ 100 %   |
| 2014 | 8.500.000 | ▲ 6,25 %  |
| 2015 | —         | —         |
| 2016 | 4.926.520 | —         |
| 2017 | 5.623.002 | ▲ 14,14 % |
| 2018 | 5.674.314 | ▲ 0,91 %  |
| 2019 | 5.635.804 | ▼ –0,68 % |

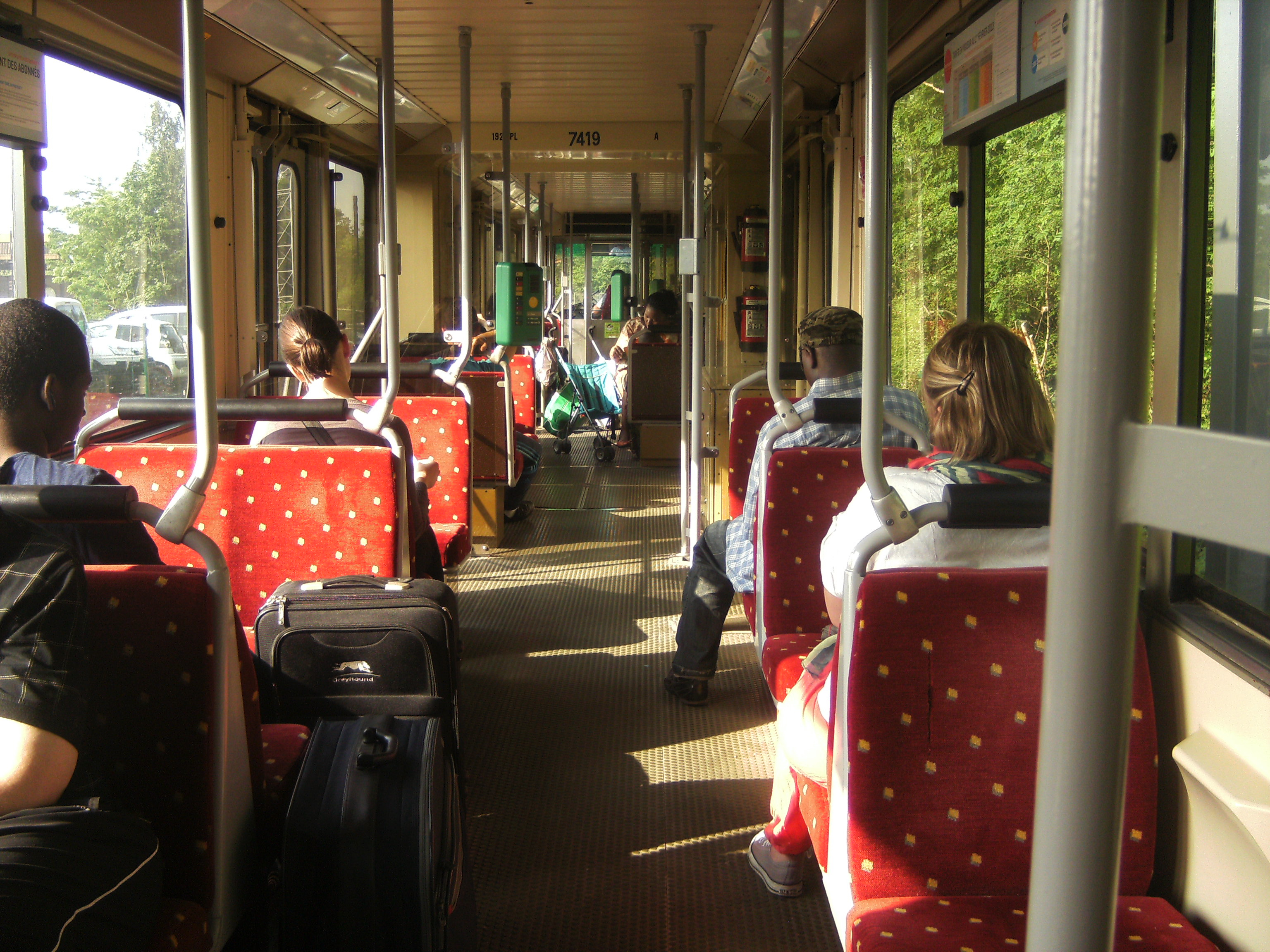
Pasageri în tramvaiul cu seria 7419, în 2013.

Scăderea numărului de călători între 2014 și 2016 se datorează unei noi metode de calcul bazată pe introducerea sistemului de validare a legitimației electronice de călătorie TEC IT EASY. Înainte de 2015, numărul de călători era estimat pe baza adunării abonamentelor lunare și anuale. Grație introducerii validatorului și noului sistem de plată, acum sunt cunoscute cifrele exacte ale numărului de călători.

### Numărul anual de kilometri
Numărul anual de kilometri comerciali (cu călători) efectuați de vehiculele rețelei de metrou ușor:

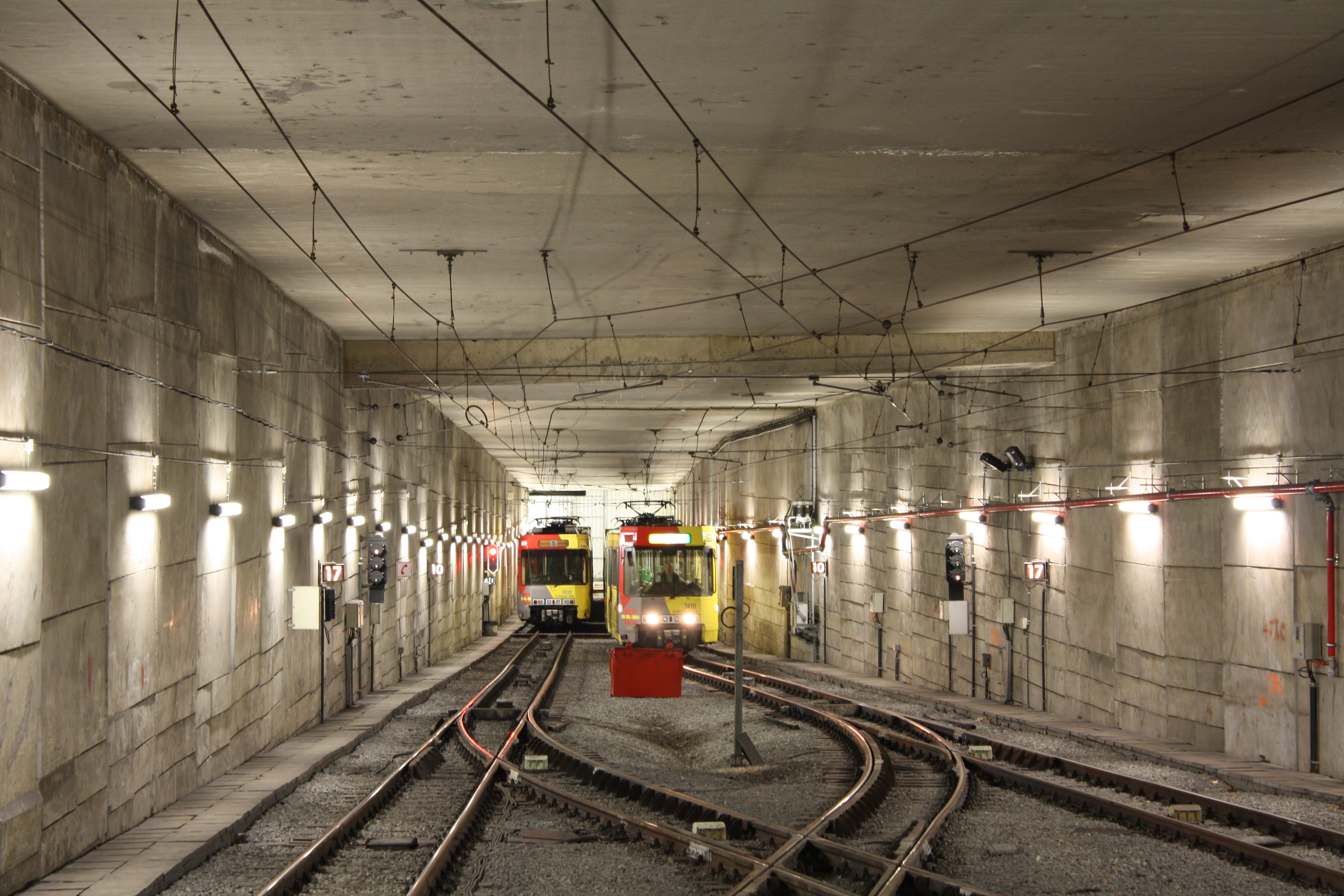
Tramvaie în zona stației Parc.

| An   | Kilometri | Evoluție  |
| ---- | --------- | --------- |
| 2010 | 950.261   | —         |
| 2011 | 940.010   | ▼ –1,08 % |
| 2012 | 939.666   | ▼ –0,04 % |
| 2013 | 1.157.057 | ▲ 18,79 % |
| 2014 | 1.349.014 | ▲ 14,23 % |
| 2015 | 1.364.130 | ▲ 1,11 %  |
| 2016 | 1.228.061 | ▼ –9,97 % |

## Proiecte

### Linia 5 - ramura spre Châtelet

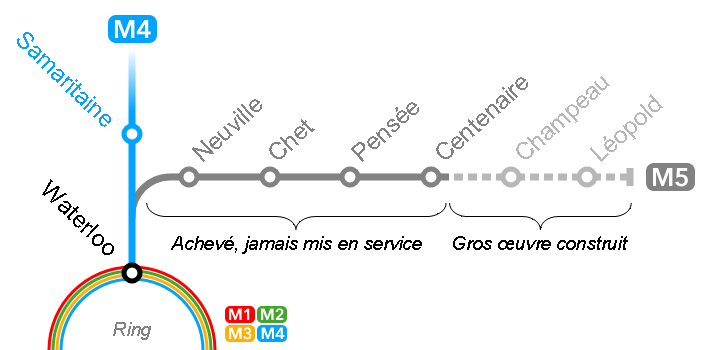
Schema liniei spre Châtelineau.

Deși cea mai mare parte a lucrărilor a luat sfârșit în 2013, a rămas totuși o „antenă”, cea spre Châtelet, care nu a fost dată în folosință, deși o parte din această ramură este complet construită. Motivul principal pentru care restul traseului spre Châtelet nu a mai putut fi realizat a fost reducerea drastică a finanțării, odată cu trecerea transportului public din sarcina guvernului federal în cea a regiunilor. Ramura spre Châtelet este împărțită în trei tronsoane distincte: 
1. un tronson complet terminat, care pornește de la o amorsă construită între stațiile Waterloo și Samaritaine, și care continuă până la stația Centenaire;
2. un tronson început, dar nefinalizat, realizat doar la stadiul de structură de beton, între stațiile Centenaire și Corbeau (redenumită Cora);
3. un traseu aflat doar în stare de proiect între Corbeau (Cora) și localitatea Châtelet, pe care nu a fost demarată nici o lucrare;

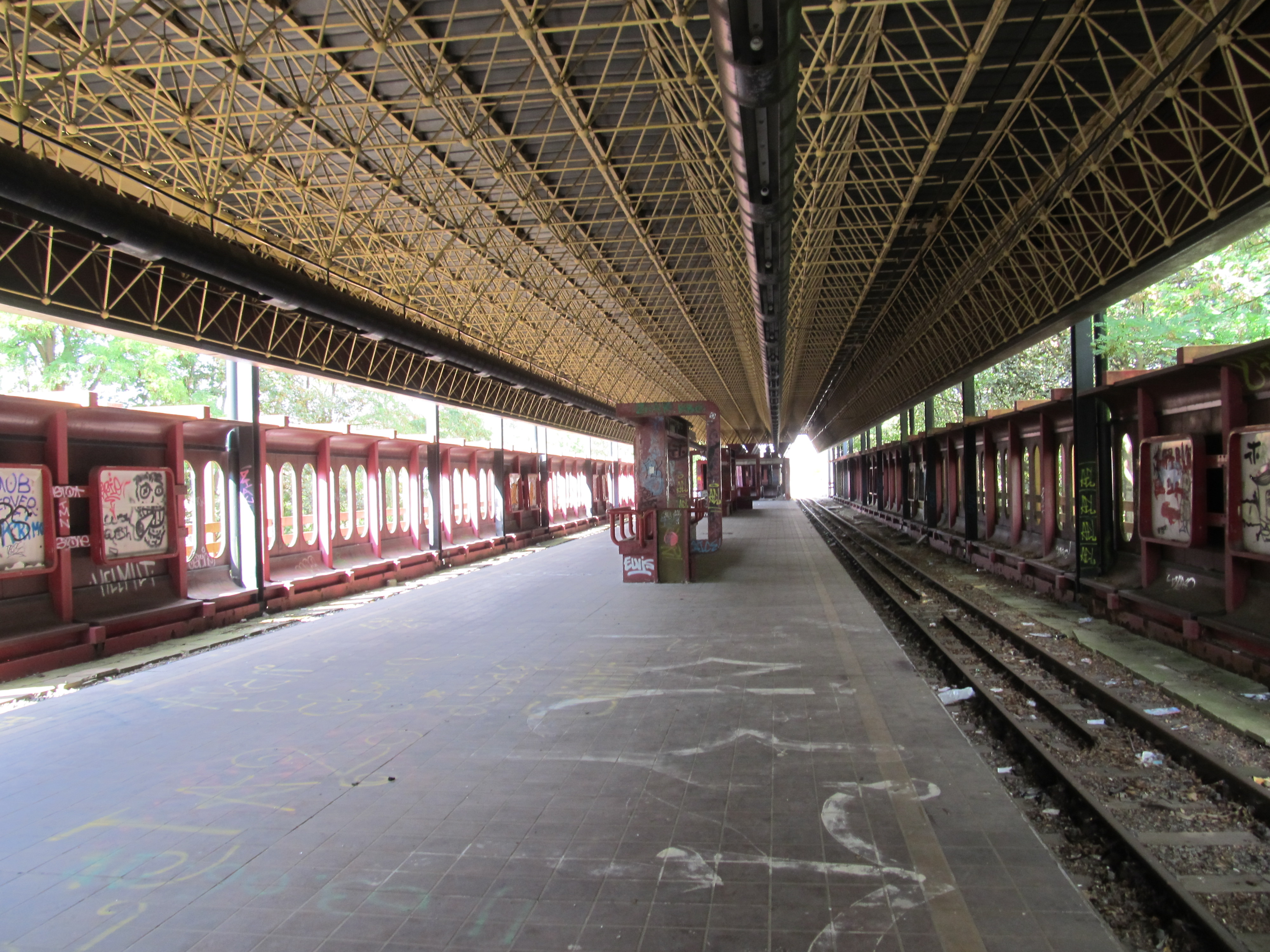
Interiorul stației Chet.

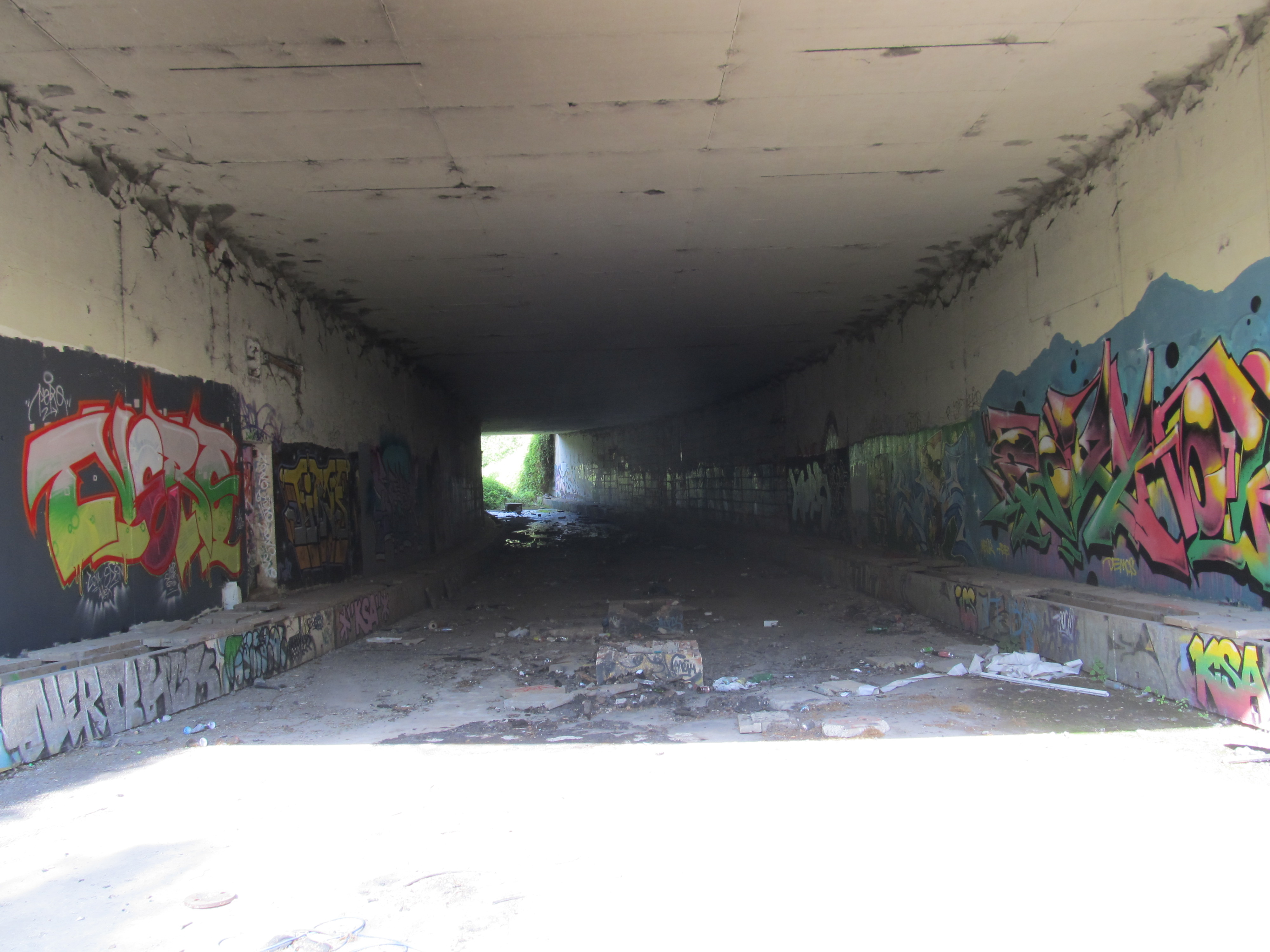
Tunel nefinalizat între stațiile Champeau și Léopold.

De la amorsa situată între stațiile Waterloo și Samaritaine și până stația Centenaire, traseul liniei spre Châtelet a metroului ușor din Charleroi este construit complet. Șinele și echipamentele sunt montate, la fel și catenara pentru alimentarea tramvaielor, care se află sub tensiune. În cele 4 stații de pe acest tronson au fost amplasate chiar și scările rulante. Mai departe, între Centenaire și Corbeau, traseul (care include și câteva porțiuni subterane) și cele 3 stații au fost realizate doar la nivel de structură de beton, nefiind montate șine, catenară, cabluri sau echipamente. Stația Corbeau (plănuită a fi redenumită Cora) este amplasată subteran, sub complexul comercial Cora din Châtelineau. Restul traseului de la Corbeau până la Châtelet nu a mai fost construit. 
Ramura spre Châtelet nu beneficiază decât de o mentenanță minimală, iar stațiile deja finalizate sunt victimele vandalismului și ale hoților de metale. Deși echipe ale TEC Charleroi patrulează zilnic traseul, stațiile sunt frecventate de toxicomani, de graffitiști sau de persoane care pătrund prin breșele gardului de protecție pentru a face fotografii sau filme. Deși această linie nu este folosită, întreținerea ei costă totuși TEC Charleroi circa 180.000 de euro pe an. În afara de colectarea și evacuarea deșeurilor, de tăierea arborilor șubrezi sau a arbuștilor de pe traseu, întreținerea e necesară și pentru că o parte din aprovizionarea cu electricitate a restului rețelei se face de la stația electrică situată în incinta stației Chet. Aceasta este indispensabilă, deoarece rețeaua mai dispune de o singură sursă de alimentare cu energie electrică, la Fontaine-l'Évêque, iar în cazul unei avarii este nevoie de o stație electrică de rezervă.
Stația Chet și tronsonul din vecinătatea ei servesc și ca traseu de instruire pentru vatmanii MLC. Deși nedată în folosință, pe ramura spre Châtelet circulă uneori tramvaie ocazionale până la stația Centenaire, cum a fost cazul pe 19 martie 2017, când o cursă specială a fost organizată pentru membrii Muzeului de Transport Urban din Bruxelles.
Această ramură a rețelei metroului ușor din Charleroi revine în mod regulat în discuțiile dintre parlamentul valon și SRWT. Viitorul său a fost abordat în parlamentul valon pe 28 iunie 2011, spre exemplu, când s-a decis realizarea unui studiu care să fie livrat în al treilea trimestru al anului 2012. Conform SRWT, costul investițiilor necesare pentru aducerea în perfectă stare de funcționare a tronsonului deja finalizat a fost estimat la 15 milioane de euro. Costul infrastructurii complementare care ar permite exploatarea până la complexul comercial Cora  din Châtelineau a fost estimat la 24 milioane de euro. La aceste sume trebuie adăugate încă circa 12,5 milioane de euro pentru achiziționarea de material rulant. În total, terminarea și darea în funcțiune a ramurii către Châtelineau implicau în 2011, la o primă estimare, o investiție de aproximativ 51,5 milioane de euro, sumă care nu includea și cheltuielile de exploatare.
Proiectul terminării și deschiderii liniei ar presupune abandonarea stațiilor nefinalizate Champeau și Léopold și folosirea tronsonului neterminat doar ca linie fără oprire până la stația Corbeau, care ar urma să fie redenumită Cora.
În decembrie 2015, Carlo Di Antonio, ministrul valon al Moblității, a declarat, ca urmare a unei interpelări a deputatei Latifa Gahouchi, că asigurarea echilibrului bugetar decis de Guvernul valon nu permite luarea în considerare a finalizării „antenei” spre Châtelet în anii următori.
Pe 25 aprilie 2016, consiliul municipal din Charleroi s-a pronunțat în favoarea extinderii acestei linii către viitorul spital regional, prevăzut a fi construit pe fosta haldă de zgură de la Viviers. Posibilitatea prelungirii acestei linii până în Piața Wilson din Châtelet a fost și ea evocată în același document. Într-un răspuns din luna iulie în Comisia de Mediu, Amenajarea Teritoriului și Transport a parlamentului regional, ministrul valon Carlo Di Antonio a reafirmat că Valonia nu are capacitatea financiară pentru a întreprinde aceste lucrări.
În aprilie 2017, costurile cu întreținerea infrastructurii ramurii nefolosite spre Châtelet erau estimate la 180.000 de euro pe an. Guvernul valon a anunțat că erau studiate trei opțiuni:
- extensia liniei spre centrul comercial Cora din Châtelineau, lucrările fiind estimate la 52,6 milioane euro, iar costul anual al exploatării liniei la 2,8 milioane euro;
- extensia liniei către viitorul spital regional din Charleroi, în construcție pe fostul sit minier Viviers de la Gilly, aceasta fiind o opțiune intermediară în ceea ce privește costurile;
- abandonarea definitivă a proiectului și demolarea totală a infrastructurii.

Solicitări privind prelungirea liniei către șantierul noului spital de la Viviers au fost lansate în parlamentul valon și în lunile și anii următori, însă nici un pas în avansarea acestui dosar nu fusese făcut de guvernul regional până în iulie 2020.
| Linie (număr original)         | Variante de traseu | Variante de traseu | Variante de traseu | Număr de stații | Lungime estimată |
| ------------------------------ | ------------------ | ------------------ | ------------------ | --------------- | ---------------- |
| 57                             | Sud                | ↔                  | Corbeau            | 12              | 6,8 km           |
| Doar până la stația Centenaire |                    |                    |                    |                 |                  |
| 57                             | Sud                | ↔                  | Centenaire         | 9               | 4,9 km           |

|  |   |  | Stații      | Lat/Long                                      | Tip    | Situație     | Localitate             | Sfârșitul lucrărilor | Linie | Note                               |
|  | - |  | ----------- | --------------------------------------------- | ------ | ------------ | ---------------------- | -------------------- | ----- | ---------------------------------- |
|  | O |  | Waterloo    | 50°25′03″N 4°27′04″E / 50.417549°N 4.451008°E | metrou | în subteran  | Charleroi              |                      |       | Ieșirea din bucla centrală.        |
|  | o |  | Neuville    | 50°24′53″N 4°27′32″E / 50.414687°N 4.458820°E | metrou | pe viaduct   | Montignies-sur-Sambre  | 1987                 | 57    | Construită, dar neexploatată.      |
|  | o |  | Chet        | 50°24′37″N 4°27′52″E / 50.410336°N 4.464541°E | metrou | pe viaduct   | Montignies-sur-Sambre  | 1987                 | 57    | Construită, dar neexploatată.      |
|  | o |  | Pensée      | 50°24′23″N 4°28′06″E / 50.406410°N 4.468413°E | metrou | în debleu    | Montignies-sur-Sambre  | 1987                 | 57    | Construită, dar neexploatată.      |
|  | o |  | Centenaire  | 50°24′11″N 4°28′46″E / 50.403082°N 4.479309°E | metrou | subterană    | Montignies-sur-Sambre  | 1987                 | 57    | Construită, dar neexploatată.      |
|  | o |  | Champeau    | 50°24′12″N 4°29′18″E / 50.403415°N 4.488285°E | metrou | la suprafață | Montignies-sur-Sambre  |                      |       | Realizată doar structura de beton. |
|  | o |  | Léopold     | 50°24′27″N 4°29′34″E / 50.407420°N 4.492827°E | metrou | la suprafață | Montignies-sur-Sambre  |                      |       | Realizată doar structura de beton. |
|  | o |  | Corbeau     | Sub centrul comercial Cora Châtelineau        | metrou | subterană    | Montignies-sur-Sambre  |                      |       | Realizată doar structura de beton. |
|  | o |  | Trieux      |                                               | metrou | la suprafață | Châtelineau (Châtelet) |                      |       | Neconstruită.                      |
|  | o |  | Châtelineau |                                               | metrou | ?            | Châtelineau (Châtelet) |                      |       | Neconstruită.                      |
|  | o |  | Châtelet    |                                               | metrou | pe viaduct   | Châtelet               |                      |       | Neconstruită.                      |
|  | ■ |  | Baquet      |                                               | metrou | ?            | Châtelet               |                      |       | Neconstruită.                      |
|  |   |  |             |                                               |        |              |                        |                      |       |                                    |

Legendă: stațiile sunt evidențiate cu un o, nodurile intermodale cu un O, iar stațiile terminus cu un ■.  Culori: Metrou; Tramvai; Nedeservită.

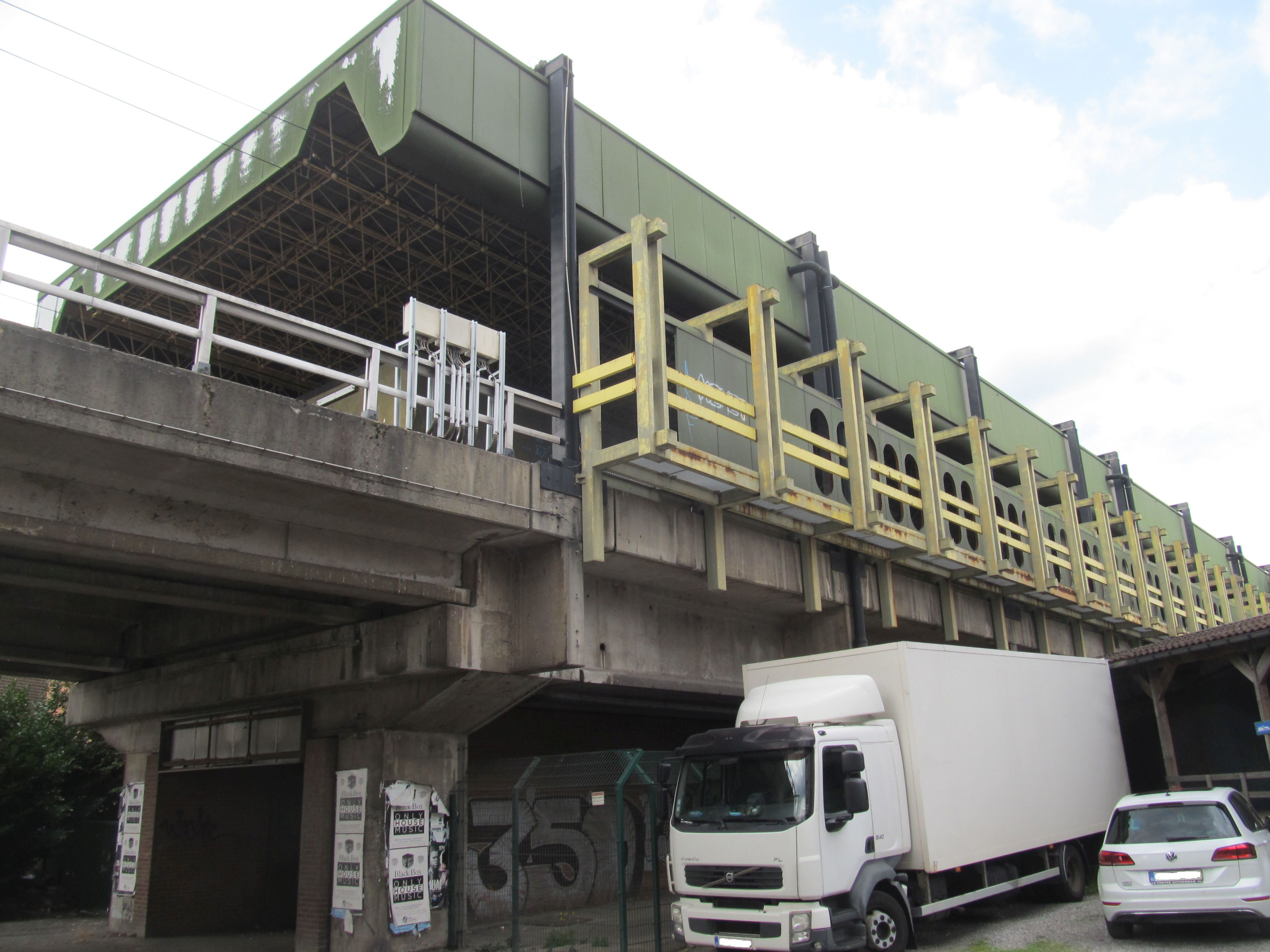
Stația Neuville.
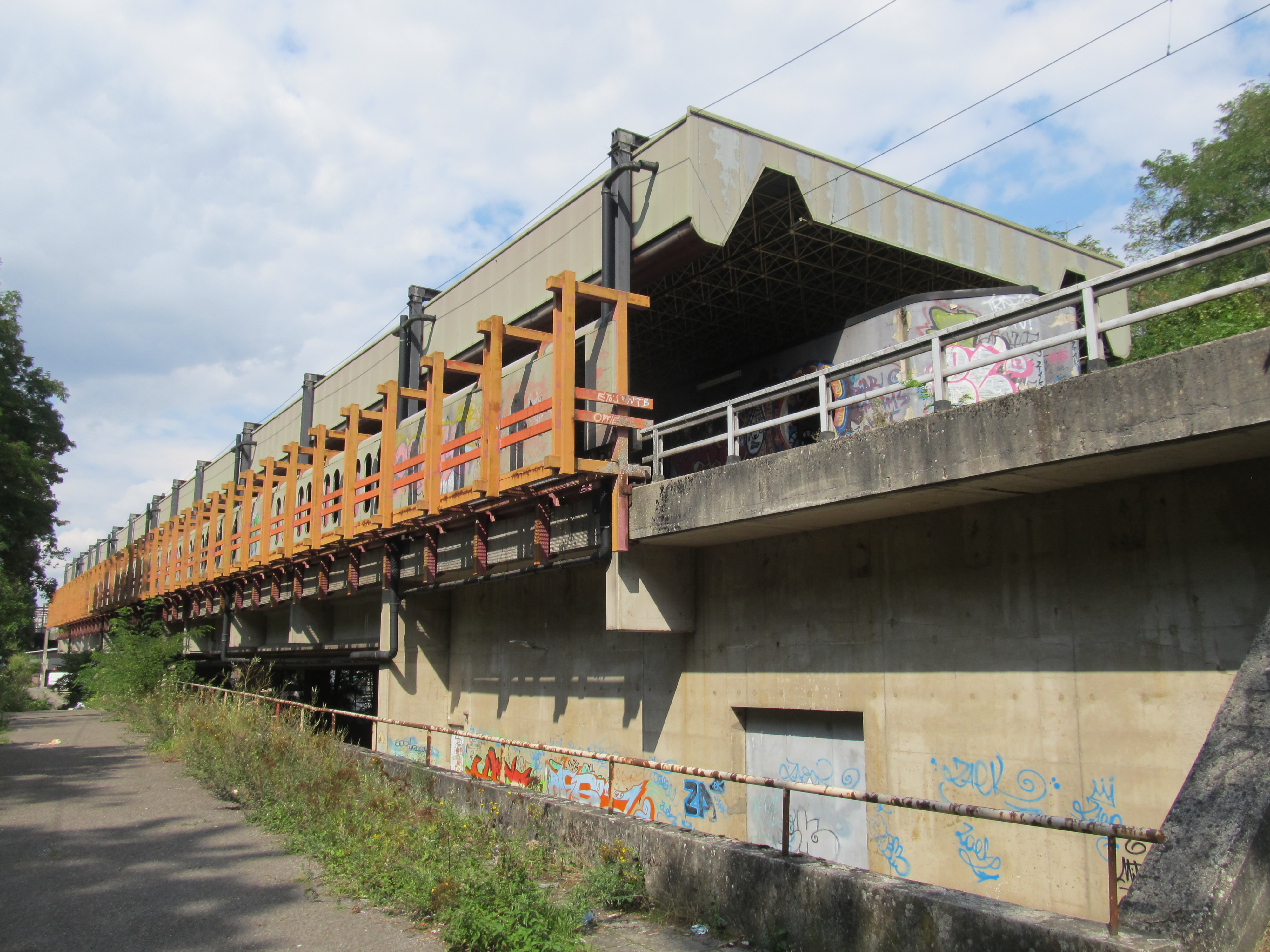
Stația Chet.
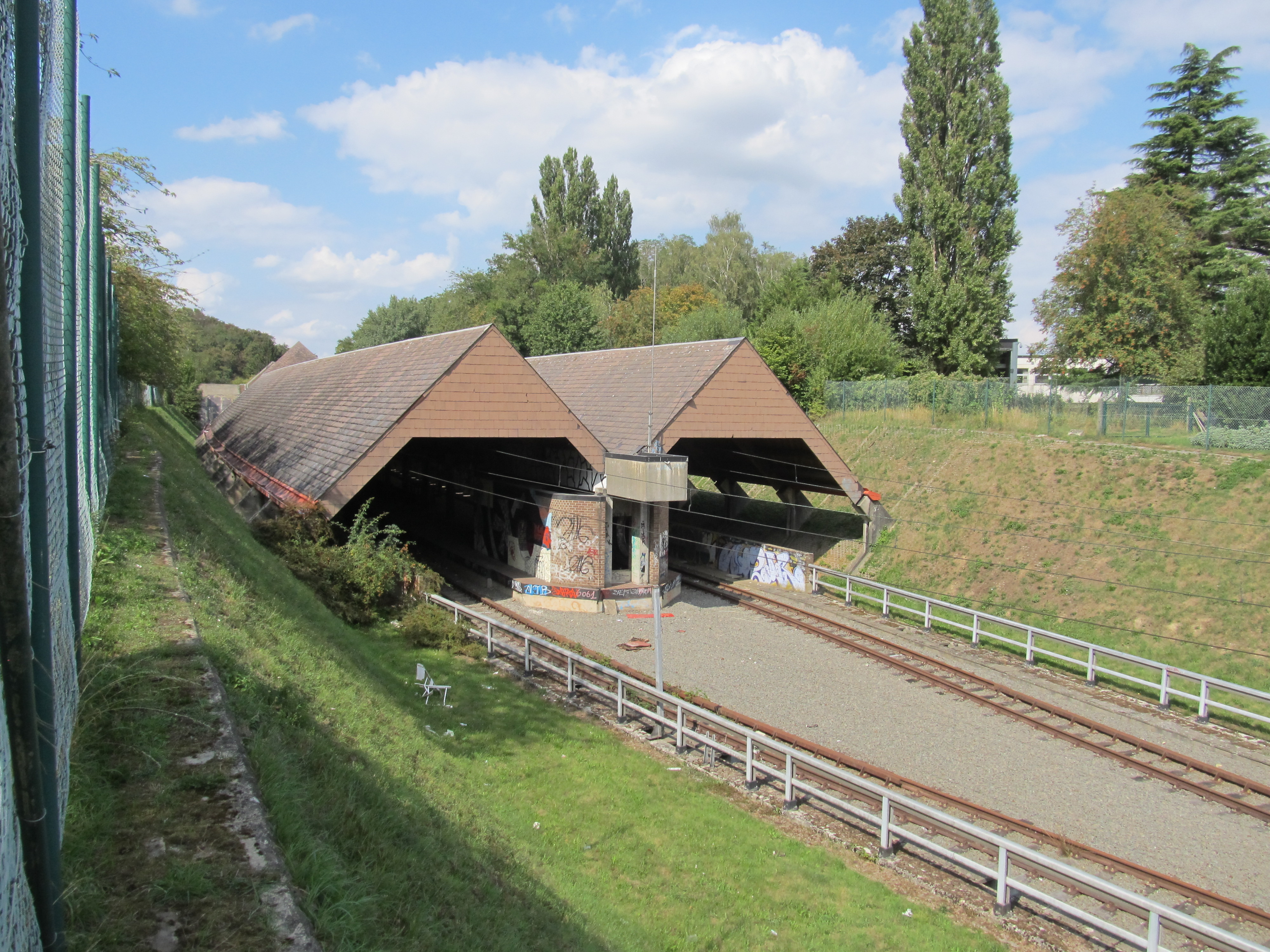
Stația Pensée.